# 李豐 (英國外交官)
李豐（英語：Stephen Lillie，1966年－），英國外交官，歷任英國外交部亞洲太平洋司司長、駐賽普勒斯高級專員、駐菲律賓大使、駐廣州總領事等職。

## 生涯
李豐出生於1966年:p298，1984年―1988年於牛津大學攻讀現代文學，1988年畢業後加入外交部，1992年起於英國駐華大使館任經濟處二等秘書、政務處一等秘書，1996年後任外交部歐盟司內務處長、1997年任外交部香港司處長、1998年任外交部中國香港司副司長。1999年至2003年間，李氏出任駐廣州總領事，2003年至2006年間則於駐印度高級專員公署任商務參贊:p567。2006－2009年間，他再度調返倫敦，任外交部亞太司遠東組長:p958，2009年－2013年間則以大使身份駐節菲律賓:p786並獲授菲國政府頒贈的錫卡圖納勳章，離菲後於2013年上任外交部亞太司長:p298。2013年7月至2017年4月間，出任英國外交部亞太司長，2018年4月起則擔任英國駐賽普勒斯高級專員。